# Christoph Carl von Beulwitz
Christoph Carl von Beulwitz  (* 6. Januar 1827 in Trier; † 29. Mai 1909 ebenda) war ein deutscher Unternehmer und Politiker.

## Ausbildung
Christoph Carl von Beulwitz, Sohn von Alexander von Beulwitz und Susanne Gottbill, studierte von 1843 bis 1846 Berg- und Hüttenwesen an der Polytechnischen Schule in Karlsruhe. Er wurde 1843/44 Mitglied der Karlsruher Burschenschaft Teutonia. Er setzte seine Ausbildung in Paris und Brüssel fort.

## Beruflicher Werdegang
1850 trat er mit seinem Bruder Alexander in die Leitung des elterlichen Familienunternehmens Carl Gottlieb sel. Erben, welches aus dem Gut und Eisenwerk Mariahütte in Braunshausen (Nonnweiler), der Hubertushütte in Bierfeld und umfangreichen Ländereien und Waldungen bestand. Ende 1860 gab er die Schmiedeeisenproduktion auf und ging auf die Gusseisenproduktion über.
Beulwitz war lange Jahre Aufsichtsrat der Friedrich Wilhelms-Hütte in Mülheim an der Ruhr und der Maschinenbauanstalt Humboldt in Kalk. Er gründete um 1865 das Trierische Commité zur Erzielung einer Hochwaldbahn.

## Politik
Beulwitz war politisch sehr engagiert und bekleidete zahlreiche Ämter zwischen 1888 und 1909, u. a. war er Mitglied des Rheinischen Provinziallandtages, des Rheinischen Provinzialrates, des Kreisausschusses, Kreistagsabgeordneter, Kreisdeputierter und Vertreter des Landrates.

## Familie
Beulwitz heiratete am 22. September 1853 Franziska Rautenstrauch (* 25. Oktober 1833; † 12. August 1915) aus Trier und Schwester des Valentin Rautenstrauch. Das Paar hatte mehrere Kinder:
- Alexander Valentin  (* 22. Juli 1854; † 5. Juli 1921), Mitbesitzer der Mariahütte ⚭ 1887 Freiin Klara de Lasalle von Luisenthal (* 25. März 1860; † 23. März 1953)
- Susanne (* 3. Mai 1856; † 8. September 1934)
- Marie (* 15. Mai 1863; † 24. März 1956) ⚭ 1886 Anton Mohr (* 24. Dezember 1826; † 1. Mai 1932), Forstrat
- Franziska (Fanny) (* 12. April 1865; † 20. Dezember 1935) ⚭ 1888 Joseph Frings (* 29. Mai 1860; † 23. August 1901), preußischer Regierungsrat

## Ehrungen
Beulwitz wurde mit dem Verdienstorden der Preußischen Krone 4. Klasse am Erinnerungsband Wilhelm I und mit dem Ritterkreuz 1. Klasse des Großherzoglichen Hessischen Phillips-Orden ausgezeichnet.